# Tricia Sullivan
Tricia Anne Sullivan (Englewood, 7 luglio 1968) è una scrittrice statunitense di romanzi fantasy e di fantascienza.

## Biografia
Nata nel 1968 a Englewood, New Jersey, dal 1995 vive e lavora nel Regno Unito.
Dopo gli studi al Bard College e la laurea alla Columbia University ha insegnato a Manhattan e nel New Jersey prima di trasferirsi in Inghilterra.
Ha esordito nella narrativa nel 1995 con il romanzo Lethe, finalista al Premio Locus per la miglior opera prima, e successivamente ha pubblicato altri 9 romanzi e tre opere fantasy sotto lo pseudonimo di Valery Leith.
Nel 1999 Dreaming in Smoke è stato insignito del prestigioso Premio Arthur C. Clarke.

## Opere

### Romanzi
- Lethe (1995)
- Someone to Watch over Me (1997)
- Dreaming in Smoke (1999)
- Selezione naturale (Maul, 2003), Modena, Zona 42, 2016 traduzione di Chiara Reali ISBN 9788898950188.
- Double Vision (2005)
- Sound Mind (2007)
- Lightborn (2010)
- Shadowboxer (2014)
- Occupy Me (2016)
- Sweet Dreams (2017)

### Serie Everien (come Valery Leith)
- The Company of Glass (1999)
- The Riddled Night (2000)
- The Way of the Rose (2001)

### Racconti
- The Question Eaters (1995)

## Riconoscimenti
- Premio Arthur C. Clarke: 1999 per Dreaming in Smoke